# Systemudviklingsprojekt
Et systemudviklingsprojekt er et projekt, der har til formål at skabe eller tilpasse et it-system.

## Organisering
Et ideelt systemudviklingsprojekt er karakteriseret ved at være sammensat af en række specialister, der supplerer hinanden, så de kan arbejde effektivt sammen om at skabe et kvalitetssystem.
Projektgruppen styres af en projektleder, der inden for rammerne af projektet har udstrakt muligheder for at udøve ledelsen. Men samtidig er projektdeltagerne specialister, der ofte vil forlange at have høj grad af selvbestemmelse, hvilket normalt også vil være rimeligt i lyset af projektets innovative natur.
Projektets rammer vil være defineret og overvåget af en styregruppe, der bør være sammensat af repræsentanter for ledelsen af kunden/rekvirenten (de kommende brugere) og udviklerne i form af projektlederens leder. Styregruppen har en ret tilbageholdende rolle, idet systemudviklingsprojekter normalt arbejder (bedst) under udstrakt selvstyre. Der vil dog normalt være nogle rammer, og de skal fastsættes og administreres af styregruppen. Rammerne kan dreje sig om:
- Økonomiske bindinger (f.eks. i forbindelse med en fastpriskontrakt)
- Tidsmæssig binding (f.eks. at afleveringstidspunktet ligger fast)
- Kvalitetsmæssige bindinger (bestemte kvalitetsmæssige krav skal være opfyldt, f.eks. med hensyn til sikkerhed)

## Styring af systemudviklingsprojekt
Helt centralt i styringen er en vekselvirkning mellem planlægning, kontrol og tilpasning af projektet. Projektlederen vil ofte starte med en ufuldstændig plan for projektet, og denne plan vil med jævne mellemrum blive justeret og tilpasset ud fra de erfaringer, man gør sig i praksis. Overordnet set vælger man sig en udviklingsmodel, der omfatter en række faser adskilt af faselinier (også kaldet milepæle). 
En faselinie er karakteriseret ved, at projektet befinder sig i en veldefineret tilstand, som man kan måle på. Målingen foregår ud fra et antal produkter, som efter planen forventes at være færdige på det tidspunkt. 
| It | Spire Denne it-artikel er en spire som bør udbygges. Du er velkommen til at hjælpe Wikipedia ved at udvide den. |